# Giovanni Sala
Pas d'image ? Cliquez ici
Giovanni Sala, né le 23 novembre 1963 à Bergame, est un pilote de rallyes italien, spécialiste de rallyes-raids. 

## Palmarès

### Rallye Dakar
| Année | Categorie | Marque | Position | Victoires d'étapes |
| ----- | --------- | ------ | -------- | ------------------ |
| 1998  | Moto      | KTM    | 17e      | 1                  |
| 1999  | Moto      | KTM    | 7e       | 1                  |
| 2001  | Moto      | KTM    | 14e      | 2                  |
| 2002  | Moto      | KTM    | 6e       | 2                  |
| 2003  | Moto      | KTM    | 14e      | 2                  |
| 2005  | Moto      | KTM    | 8e       | 0                  |
| 2006  | Moto      | KTM    | 3e       | 1                  |

### Autres courses
- Championnats du monde d'enduro 250 cm3 :
  - Vainqueur en 1994, 1995 et 1998
- 2e en 1996, 1997 et 2003
- 3e en 1991
- Championnats du monde d'enduro 400 cm3 :
  - Vainqueur en 1999
- Championnats du monde d'enduro 500 cm3 :
  - Vainqueur en 1993
- 2e en 1992
- International six jours d'Enduro :
  - Vainqueur en 1992, 1994, 1997 et 2000 avec l'équipe d'Italie